# 新島 (鹿児島県)
新島（しんじま）は、鹿児島湾の奥、桜島の北東約1.2kmに位置する島である。燃島、安永島ともいわれる。桜島の安永大噴火によって隆起して形成された島である。離島振興法に基づく離島振興対策実施地域に指定されている。また全域が国立公園である霧島錦江湾国立公園の区域である。
行政区画としては周囲の硫黄島・中ノ島（いずれも無人島）と共に鹿児島県鹿児島市の町「新島町」（しんじまちょう）を構成している。新島は寛政（江戸時代）より桜島南西部の桜島赤水町の飛地であったが、2006年（平成18年）2月13日に桜島赤水町より分割され、新たに新島町として設置された。郵便番号は891-1403。新島町の人口は2名、世帯数は1世帯である（2020年4月1日現在）（人口については「#人口」節を参照）。

## 地理
島の南北は750メートル、東西は400メートル程であり、標高が43メートルである。
地質は表層から新島シラス層・燃島貝層・燃島シラス層・燃島シルト層から成り、海面下には溶岩が冷えて固まった安山岩が認められる。燃島貝層と呼ばれる貝殻を含む地層は周囲の海岸や断崖に白い帯となって分布しており、かつて浅い海であったことを示している。
植生は、クロマツ・ダンチク・ススキなどが多く見られ、集落内にはアコウの群落がある。新島で最初に発見された植物として「モエジマシダ」があり、新島の別名である燃島から命名された。また絶滅危惧ⅠB類（EN）に指定されているセンニュウ科ウチヤマセンニュウの繁殖地となっている。
2020年（令和2年）に鹿児島市によって発表された「新島利活用策」では、島内の鹿児島市の市有地を利用してキャンプが可能な広場、案内所、散策ルートを整備する計画となっており、2021年（令和3年）度の供用開始を予定していたが、財政事情により凍結されている。

### 島の侵食
形成直後の新島は周囲1里（約4000メートル）以上あったと記録されているが、1785年（天明5年）の薩摩藩による調査では2264メートル、1810年（文化7年）の伊能忠敬による測量では2157メートル、1961年（昭和36年）の調査では1450メートルと縮小している。これは主として波による侵食を受けたためである。1945年（昭和20年）以降相次いだ台風の襲来や冬期の季節風によって侵食が進み建物が失われるなどの被害が深刻化した。このため1966年（昭和41年）から離島振興法の適用を受け海岸に護岸工事が施された。

## 歴史

### 桜島の安永大噴火による島の形成と移住
安永8年（1779年）11月1日に黒神の御岳、脇、有村、高免と白浜の間の海面で噴火が発生し、翌年の安永9年までの間に8つの小島が湧出した。そのうちの1つが新島である。詳細には、1780年（安永9年4月1日）、鹿児島湾海上に岩が出現し、4月8日には島となった。4月15日には同様に出現した島と一つになり東の砂島となった。一方、5月17日には海上に別の岩が出現し6月5日に島となった。この島も6月11日に別の島と一つになり西の砂島となった。7月17日から18日にかけて両島の間にさらに別の島が出現し、東の砂島と西の砂島をつなぐ形で一つの大きな島すなわち新島となった。
1781年（天明元年3月18日）に島の西側で噴火があった。1785年（天明5年）の地図によると当時の新島は現在の数倍の面積があり、南、北西、北東に岬を配する三角形を呈していた。南端の岬はスサキ、北東端の岬はカンノスと呼ばれ、カンノスの南側に入り江を挟んでシモンスと呼ばれる岬があった。カンノスとシモンスは1786年（天明6年7月16日）に襲来した台風のために消失している。
寛政12年（1800年）に桜島の赤水村（現在の桜島赤水町）と黒神村（現在の黒神町）から25名が移住し、それに伴い新島は桜島の南西部にある赤水村の所属となった。

### 近代以降の新島

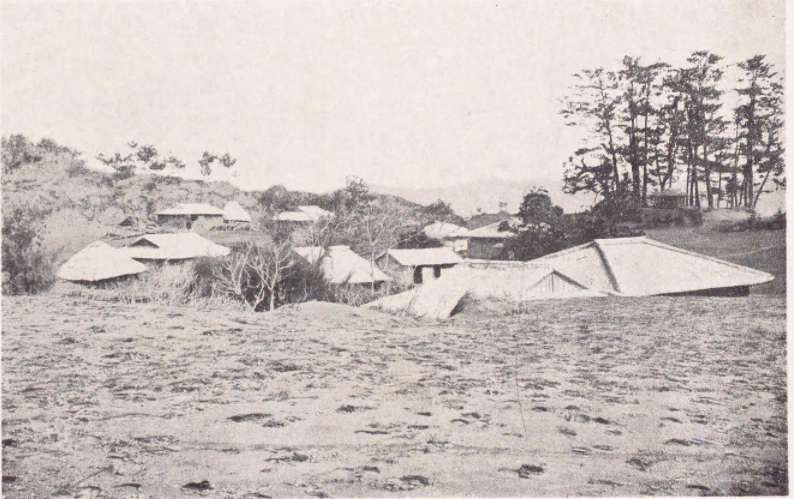
桜島の大正大噴火によって噴出した火山灰が降り積もった新島

江戸時代までは桜島郷（外城）赤水村のうちであったが、1889年（明治22年）4月1日の町村制施行に伴い、桜島西部の10村の区域を以て西桜島村が成立し、赤水村は西桜島村の大字赤水となり、新島は大字赤水の小字新島となった。1900年（明治33年）には新島に小学校分校が設置された（詳細は「#教育」節を参照）。
1973年（昭和48年）には西桜島村が町制施行及び改称し桜島町となり、2004年（平成16年）11月1日に桜島町が鹿児島市に編入されたのに伴い、大字赤水は桜島赤水町となった。

### 新島町の新設以降

2006年以前の桜島赤水町の区域（赤色の領域）

2005年（平成17年）12月13日に鹿児島県公報に掲載された鹿児島県告示「 町の区域の設定及び変更」により、2006年（平成18年）2月13日に、新島の区域が江戸時代から所属していた桜島赤水町の一部より分割され、新島の島域に鹿児島市の町「新島町」が設置された。
2013年（平成25年）に島民が島外に移住し無人島となったが、2019年（令和元年）7月に元島民の2名が転入届を鹿児島市に提出し6年の無人島期間を経て再び有人島となった。

### 町域の変遷
| 分割後 | 分割年月日    | 分割前                                   |
| ------ | ------------- | ---------------------------------------- |
| 新島町 | 2006年2月13日 | 桜島赤水町の一部（新島、硫黄島、中ノ島） |

## 人口
1951年には約250人が居住していた新島だが、1972年には桜峰小学校の分校が閉校、平成17年国勢調査（2005年10月1日現在）においては5人にまで減少した。そのうち3人は高齢者、すなわち高齢化率は60パーセントでいわゆる限界集落であった。2011年には将来的に無人島化する可能性があることが南日本新聞により報道されており、2013年8月までに全住民が島外へ移住したことにより、新島の定住者はゼロとなった。
2013年8月以降しばらくの期間定住者が無く、2019年4月1日現在で人口0人、世帯数0世帯（住民基本台帳人口）となっていたが、2019年7月23日に元島民の夫婦が転入届を提出した事により再び人口2人の有人島となった。2020年4月1日現在の人口は2名、世帯数は1世帯。

## 産業

### 漁業
最盛期の新島の産業は主に漁業を中心としていた。新島周辺海域は広い面積の瀬となっており、好漁場を形成しており、タイ、キビナゴ、アジの漁獲があった。付近の浅瀬では地曳網によるイワシ漁がおこなわれていたほか、福山町（現在の霧島市福山地域）沖にて延縄漁業を盛んに行っていたという。
「桜島町郷土誌」では発足年等は不明としているが新島の漁業者の組合である「新島漁業会」が組織されていた。新島漁業会は1949年（昭和24年）に水産業協同組合法に基づく「新島漁業協同組合」となったが、1980年（昭和55年）9月1日に西桜島漁業協同組合に吸収合併された。

### 農業
畑地のみがある。野菜やサツマイモが栽培されており、自給自足程度のものであった。

## 教育

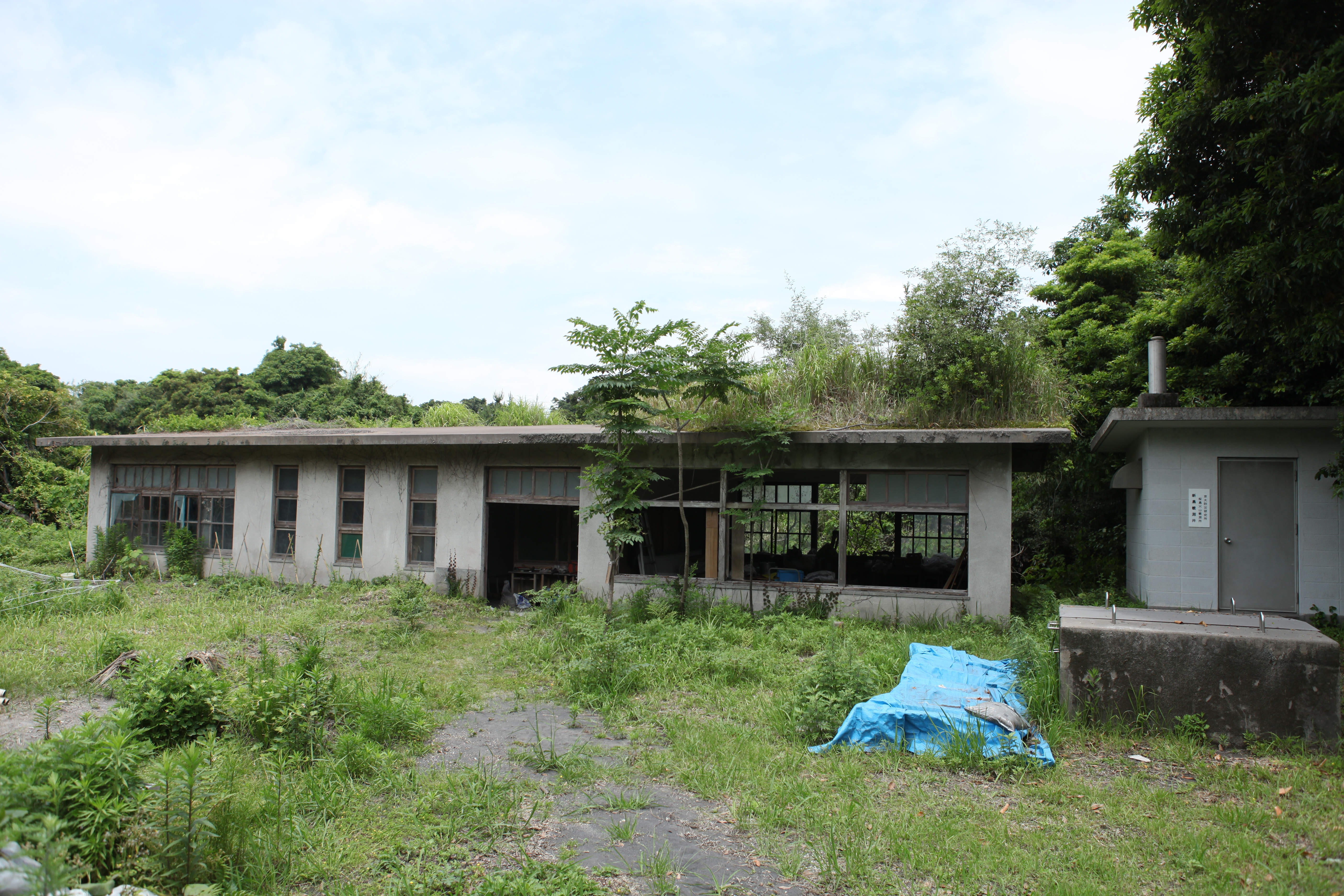
西桜島村立桜峰小学校新島分校跡地（2016年撮影）

新島にはかつては「西桜島村立桜峰小学校新島分校」（廃止時の名称）が設置されており、中学校については一度も島内に設置されていない。

### 小学校
1900年（明治33年）に西桜島村の桜洲小学校（現在の鹿児島市立桜洲小学校）の分校として「桜洲小学校新島分校」が設置されたが、桜島の大正大噴火の被害により桜洲小学校が移転したため、1915年（大正4年）に桜峰小学校（現在の鹿児島市立桜峰小学校）の分校となった。新島分校の校舎は1923年（大正12年）に校舎が新築され、1968年（昭和43年）に老朽化のためコンクリート造りの校舎を新たに新築した。その後、1972年（昭和47年）3月31日には新島分校の児童数が0となり、廃校となった。

### 中学校
中学校については当初から新島には設置されておらず、1961年（昭和36年）度まで対岸にある東桜島村（1950年（昭和25年）に市町村合併により東桜島村は鹿児島市に編入）の黒神中学校に委託教育がなされていたが、1962年（昭和37年）度から西桜島中学校（現在の鹿児島市立桜島中学校）に通学することとなり、新島から浦之前港まで不定期航路としてスクールボートが開設されていた。

### 学区
2020年現在の市立小・中学校の学区（校区）は以下の通りである。
| 町丁   | 番・番地 | 小学校               | 中学校               |
| ------ | -------- | -------------------- | -------------------- |
| 新島町 | 全域     | 鹿児島市立桜峰小学校 | 鹿児島市立桜島中学校 |

## 施設

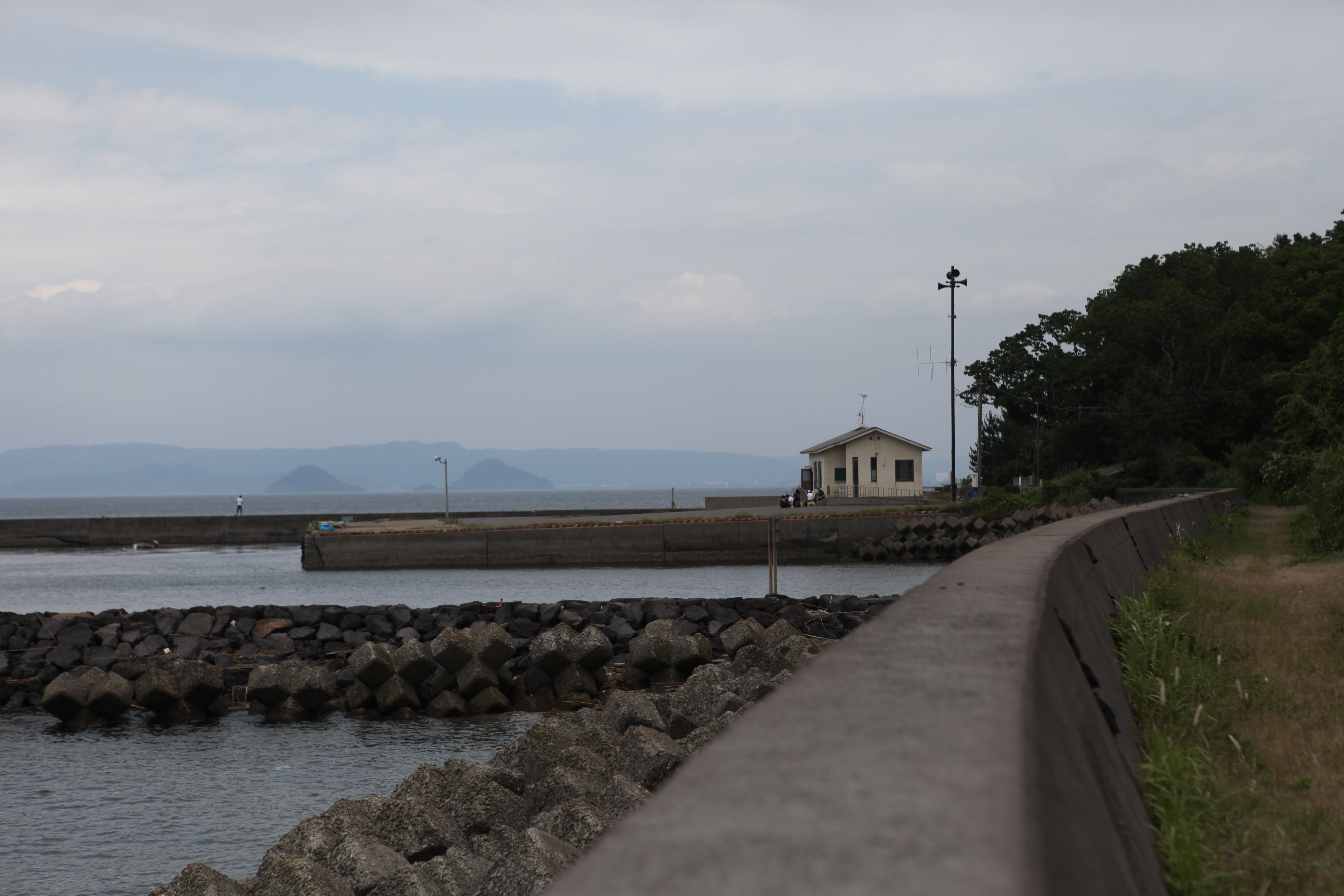
新島港（2016年撮影）

### 公共
- 桜峰校区公民館新島分館

### 寺社
- 五社神社
月読命を祀る神社であり、旧社格は無格社。1953年（昭和28年）に法人として設立された[32]。

## 交通

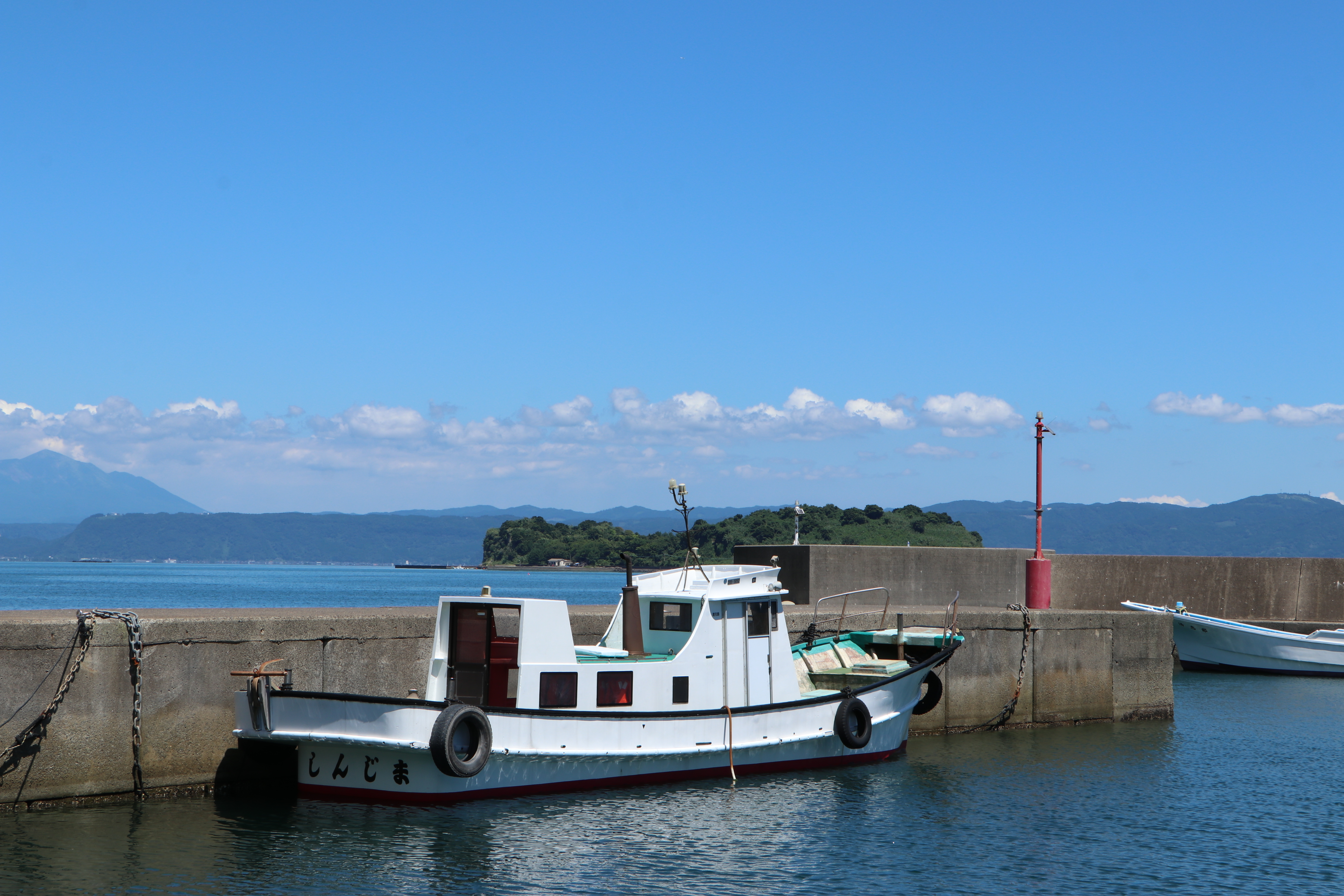
行政連絡船「しんじま丸」（浦之前港にて）

新島にアクセス可能である定期運航されている公共交通機関としては下記の「しんじま丸」のみである。島内には市道が数路線あるのみであり、県道などは存在しない。このほか島在住の夫妻による海上タクシーも利用可能である。

### 航路
- 行政連絡船「しんじま丸」（浦之前港～新島港）
新島の新島港と桜島の高免町にある浦之前港との間を行政連絡船「しんじま丸」が1日3往復・週3日運航されている[33][6]（2014年1月時点では1日2往復・週5日であった[34]）。